# Beljajka
Beljajka (en serbe cyrillique : Бељајка) est un village de Serbie situé dans la municipalité de Despotovac, district de Pomoravlje. Au recensement de 2011, il comptait 250 habitants.

## Démographie

### Évolution historique de la population
| 1948 | 1953 | 1961 | 1971 | 1981 | 1991 | 2002 | 2011 |
| ---- | ---- | ---- | ---- | ---- | ---- | ---- | ---- |
| 647  | 654  | 622  | 636  | 610  | 554  | 265  | 250  |

|  |